# 宮田為益
宮田 為益（みやた ためます、1900年（明治33年）10月11日 - 1955年（昭和30年）7月2日）は、日本の内務・厚生官僚。官選岩手県知事。

## 経歴
島根県能義郡広瀬町（現・安来市）出身。第一高等学校を卒業。1925年11月、高等試験行政科試験に合格。1926年、東京帝国大学法学部法律学科（英法）を卒業。内務省に入省し佐賀県属となる。
以後、高知県警察部警務課長、山口県警察部保安課長兼工場課長、和歌山県学務課長兼社寺兵事課長、兵庫県商工課長、同知事官房主事兼秘書課長、同人事課長、茨城県学務部長、厚生省書記官・薬務課長、山梨県書記官・総務部長兼経済部長、神奈川県官房長、厚生省大臣官房会計課長、同衛生局資材課長などを歴任。
1945年4月、岩手県知事に就任し終戦を迎えた。1946年1月に知事を辞任し退官。その後、公職追放となる。
退官後、製薬会社顧問、厚生省薬事審議会委員などを務め、1953年11月、全国国民健康保険団体中央会（のち国民健康保険中央会）専務理事に就任し、国民健康保険の国庫補助法制化の運動に尽力。在任中に病のため死去した。